# Kasar
Jöchi Kasar var en yngre bror till Djingis Khan och en av Djingis tre helbröder. Han blev senare en nära medhjälpare till honom. Enligt Jami' al-Tawarikh var hans riktiga namn Jöchi, och han fick tillnamnet Kasar efter att ha visat anmärkningsvärt tapperhet. Han kallades också Khabutu Kasar (Bågskytten Kasar) eftersom han var en skicklig bågskytt.
Djingis Khans tre helbröder Kasar, Khachiun och Temüge Odchigin fick av Khanen folket och territoriet i den östra utkanten av Större Mongoliet och utgjorde "vänstra flygeln" i Mongolväldet, medan Djingis tre söner Jochi, Tjagatai och Ögedei utgjorde "högra flygeln" i västra kanten. Den högra flygeln expanderade stort åt väst, men den vänstra hade inte så mycket erövringsbart land att tillgå.
När Jöchi Kasar var elva år dödade han tillsammans med Djingis Khan deras halvbror Begter. Jöchi Kasa deltog 1211 tillsamens general Jebe, och 1214 till 1216 med general Muqali, i erövringen av Jindynastin under inledningen av Mongolernas invasion av Kina.